# Rezerwat przyrody Pavlínino údolí
Rezerwat przyrody Pavlínino údolí (czes. Přírodní rezervace Pavlínino údolí, pol. Rezerwat przyrody Dolina Pauliny) – rezerwat przyrody w Czechach.
Rezerwat położony jest w północnych Czechach, w środkowo-wschodniej części Wyżyny Dieczyńskiej (czes. Děčínská vrchovina), w granicach Obszaru chronionego krajobrazu Łabskie Piaskowce (czes. Chráněná krajinná oblast Labské pískovce ), między miejscowościami Jetřichovice, Rynartice po północnej stronie a Studený po wschodniej stronie, około 13 km, na północny wschód od centrum miejscowości Děčín.
Rezerwat geologiczno-florystyczny stanowi objęty ochroną rezerwatową obszar, obejmujący kanionowatą dolinę Pavlínino údolí, w środkowym biegu rzeki Chřibská Kamenice, wraz ze zboczami kanionu i przyległym terenem skalnym z bogatą roślinnością kwitnącą. Położony na wysokości 220 – 340 m n.p.m., rozciąga się w kształcie rogala na długości około 3,5 km, i średniej szerokości 0,46 km, jest największym obszarowo rezerwatem w CHKO Labské pískovce. Na terenie rezerwatu na podłożu czwartorzędowym w pobliżu rzeki rosną olchy wraz z jaworami, a na skałach i między skałami rośnie świerk.
Rezerwat przyrody Pavlínino údolí został utworzony w 1993 r. Jest to rezerwat obejmujący obszar, o łącznej powierzchni 163,4 ha, utworzony dla ochrony wielu rzadkich gatunków roślin chronionych, oraz naturalnych form skalnych. Rezerwat utworzono głównie dla ochrony geomorfologicznego fenomenu kanionu rzeki Chřibská Kamenice i ciekawych form geologicznych oraz wielu rzadkich gatunków roślin chronionych. Na występujące tutaj roślinne piętro, znaczący wpływ ma położenie, rzeźba terenu, kanion oraz wody rzeki. 

## Floraifauna
Na zboczach wąwozu na skałach rośnie paprotka zwyczajna a wzdłuż koryta rzeki rutewka orlikolistna, śledziennica naprzeciwlistna, śledziennica skrętolistna, pierwiosnka wyniosła i wyczyniec łąkowy. Z leśnych gatunków roślin występuje podrzeń żebrowiec, parzydło leśne, wrzos zwyczajny. Na wilgotnych załamaniach skalnych występują niektóre górskie gatunki mchu. Ze zwierząt występuje kozica górska sprowadzona z początkiem XX wieku w pobliski rejon Gór Łużyckich, z ryb występuje pstrąg potokowy, który stanowi podstawowy pokarm wydry europejskiej. Z ptaków na terenie rezerwatu gnieździ się zimorodek, pluszcz, bocian czarny, pliszka górska. Występują również nietoperze nocek rudy i nocek Brandta.